# Azizabad, Azerbajdzjan
Azizabad är en ort i Azerbajdzjan.   Den ligger i distriktet Masallı Rayonu, i den sydöstra delen av landet, 190 kilometer sydväst om huvudstaden Baku. Azizabad ligger 53 meter över havet och antalet invånare är 440.
Terrängen runt Azizabad är platt åt nordost, men åt sydväst är den kuperad. Runt Azizabad är det ganska tätbefolkat, med 230 invånare per kvadratkilometer.. Närmaste större samhälle är Arkewan, 4,4 kilometer nordost om Azizabad.
Trakten runt Azizabad består till största delen av jordbruksmark.